# Bernhard Steinert
Bernhard Steinert (* 12. August 1912 in Schluchsee, Baden-Württemberg; † 15. August 1994 in St. Blasien, Baden-Württemberg) war ein deutscher Autor, Komponist und Heimathistoriker.

## Leben
Bernhard Steinert machte 1933 das Abitur auf dem Berthold-Gymnasium in Freiburg im Breisgau. Eine Ausbildung in Komposition und Orgelspiel erhielt er bei Franz Philipp. 1937 kam er als Angestellter der Bezirkssparkasse nach St. Blasien. Zur Tausendjahrfeier der Stadt St. Blasien schrieb er Ein Gottestag, ein Spiel von Mönchen und Bauern, das vor dem Dom in St. Blasien im Sommer 1946 aufgeführt wurde. Steinert wurde 1966 Geschäftsleiter und Vorstandsvorsitzender der Bezirkssparkasse St. Blasien. 1977 ernannte ihn die Stadt St. Blasien zu ihrem Ehrenbürger. In dieser Zeit entstand sein historisches Werk St. Blasier Land, eine Darstellung der St. Blasier Geschichte seit der Säkularisation. Daneben verfasste Steinert mehrere Chroniken und Schriften zu Themen seiner Heimat, darunter auch zu seinem Geburtsort Schluchsee. Zu seinen letzten Werken gehören zwei Theaterspiele für Laiendarsteller mit bis zu 300 Mitwirkenden aus der Stadt und Umgebung. Das Spiel vom Dom thematisiert die Geschichte des Dombaus von der Gründung bis zum Bau des heutigen Kuppeldoms. Es wurde am 25. August 1993 in St. Blasien uraufgeführt. Das Stück Land am Dom wurde 1997 uraufgeführt. Beide Stücke begründeten die Domfestspiele St. Blasien.

## Werke (Auswahl)

### Musik
- Eichendorff-Chöre, Augsburg, Böhm & Sohn, 1953, Chor-Partitur
- Zwei Sakramentsgesänge, Augsburg, Böhm & Sohn, 1953, Chor-Partitur
- Drei A-cappella-Chöre, Böhm & Sohn
- Zwei Männerchöre, Augsburg, Böhm & Sohn